# 光村龍哉
光村 龍哉（みつむら たつや、1985年9月8日 - ）は、日本のシンガーソングライター、ギタリスト、作詞家・作曲家。NICO Touches the Wallsのボーカル、ギターを担当していた。
現在はバンドZION（ザイオン）で活動。愛称は『みっちゃん』。血液型はAB型。

## 来歴
NICO Touches the Walls
- 2004年7月、B+(bplus)というバンドを組んでいた坂倉心悟と、高校の軽音楽部の先輩であった古村大介、対馬祥太郎とNICO Touches the Wallsを結成。
- 2007年11月、キューンレコード（現キューンミュージック）よりミニアルバム『How are you?』をリリースしメジャー・デビュー。
- 2019年11月15日、公式サイトにて NICO Touches the Wallsを「終了」する旨を発表。

THE_LODGERS
- 2020年3月7日、インスタライブにてグラフィックデザイナーの河原光とTHE LODGERSとしての活動を開始する事を発表。

ZION
- 2022年3月、ZIONを結成し、北海道を拠点に活動を開始したことと、6月にライブを開催することを発表した[1]。また、同年8月には初のアルバムリリースやライブツアーの予定を発表した[2]。

## 人物
千葉県浦安市出身。浦安市立浦安中学校卒業。長男として生まれ、妹が一人いる。幼少期の愛称は『たっちゃん』であった。
自身を動物に例えると「ヒヨコ」であると話している。
趣味は、曲を作ること、音楽を聞くこと、野球。好きなスポーツは趣味でもある野球。食べ物は色々食べるが、苦手なのはクッキーなどのパサパサしている食べ物。他のメンバーと同じく、ラーメンが好みである、庄村聡泰（[Alexandros]）とラーメンの対談等もしていた。焼肉屋で注文する定番なメニューはロースである。
憧れのアーティストは草野マサムネ、桑田佳祐である。それがきっかけで小学校の3年生から楽曲の曲作りを始める。また。高校時代は軽音楽部に所属。
NICO Touches the Wallsというバンド名の名付け親であり、楽曲のほぼ全ての作詞・作曲を担当。スタジオの打合せ途中の時、トイレに入っていたときに、個室の壁が狭かったため、壁に衝突した時に、『Touches the Walls』という言葉が思い浮かんだという。また女性の名前をバンド名に入れたいということでMICOからNICOになった。特徴は歌詞のリズムやメロディを大事にしたいということであり、限界を考えないこと。曲作りも同じことを述べている。

## 使用機材

### ギター
- フェンダー・テレキャスター
- フェンダー・ジャズマスター
- フェンダー・ストラトキャスター
- ギブソン・SG
- ギブソン ヴィンテージギター
- ギブソン・ES-325

2013年の1125（いいニコ）の日LIVEから主に使用。栃木県で購入。赤色で栃木県で購入したことから愛称は「とちおとめ」と名付けている。

## 作品

### 参加作品
- Sugar&The Radio Fire「Music Train ～春の魔術師～」
  - ボーカリストとして参加。
  - 2015年3月21日よりFM802 ACCESSキャンペーンのテーマソングとしてラジオオンエアされた[6]。

## 出演

### ライブ
- VALENTINE ROCK 2016
  - 2016年2月14日、LIQUIDROOM - 引き語りで出演[7]。
- Permanents presents A ZIG/ZAG SHOW
  - 2018年3月3日、東京都 Billboard Live TOKYO - ゲストとして出演[8]。

### ラジオ
- MUSIC FREAKS
  - 2009年10月- 2010年9月、FM802  - 隔週で担当。
- 「BINTANG GARDEN」GRAPEVINE×NICO Touches the Walls～Rock'n'Roll conversation～
  - 2013年5月4日、FM802 - 田中和将（GRAPEVINE）との対談を放送[9]。
- Walkin' Talkin' ー徒然ダイアローグー
  - 2015年10月、InterFM897、FM802 - 志磨遼平（ドレスコーズ）との対談を放送。
- サウンドクリエイターズ・ファイル
  - 2017年1月22日、NHK-FM - 田邊駿一（BLUE ENCOUNT）との対談を放送。
- GYAO! CLUB INTIMATE
  - 2018年7月、J-WAVE - 、松尾レミ（GLIM SPANKY）との対談を放送。

### インターネット
- さしめし
  - 2016年4月25日、LINE LIVEにて谷口鮪（KANA-BOON）と対談。